# Hạt vùng đô thị
Hạt vùng đô thị là một loại đơn vị hành chính cấp hạt của nước Anh. Có sáu hạt vùng đô thị, trong đó mỗi hạt bao gồm một khu vực đô thị lớn, tiêu biểu với dân số từ 1,2-2.800.000. Chúng được tạo ra trong năm 1972 và được chia thành nhiều huyện vùng đô thị.
Hội đồng Hạt vùng đô thị được bãi bỏ vào năm 1986 với hầu hết các chức năng của họ được trao cho từng các huyện, giúp họ trên thực tế trở thành cơ quan đơn nhất (unitary authority). Các chức năng còn lại được thực hiện hội đồng chung.
Các hạt vùng đô thị có mật độ dân số từ 800 (South Yorkshire) tới 2.800 (West Midlands) người / km². Vài huyện đô thị riêng biệt có mật độ từ 4.000 người / km² ở Liverpool tới chỉ có 500 người / km² ở Doncaster. Ngày nay, cư dân của hạt vùng đô thị chiếm khoảng 22% dân số của nước Anh, tương đương 18% của Vương quốc Anh.

## Hạt và huyện
Sáu hạt vùng đô thị và các huyện vùng đô thị của chúng là:
| Hạt vùng đô thị    | Huyện vùng đô thị                                                                                         |
| ------------------ | --- |
| Greater Manchester | City of Manchester, City of Salford, Bolton, Bury, Oldham, Rochdale, Stockport, Tameside, Trafford, Wigan |
| Merseyside         | City of Liverpool, Knowsley, St Helens, Sefton, Wirral                                                    |
| South Yorkshire    | City of Sheffield, Barnsley, Doncaster, Rotherham                                                         |
| Tyne and Wear      | City of Newcastle upon Tyne, City of Sunderland, Gateshead, South Tyneside, North Tyneside                |
| West Midlands      | City of Birmingham, City of Coventry, City of Wolverhampton, Dudley, Sandwell, Solihull, Walsall          |
| West Yorkshire     | City of Leeds, City of Bradford, City of Wakefield, Calderdale, Kirklees                                  |

Cấu trúc của Greater London tương tự như các hạt vùng đô thị, nhưng nó không phải là một. Nó được tạo ra trước đó vào năm 1965, bởi Đạo luật London Government Act 1963.